# Aragon (Francja)
Aragon – miejscowość i gmina we Francji, w regionie Oksytania, w departamencie Aude. W 2013 roku jej populacja wynosiła 434 mieszkańców. 

## Zabytki
Zabytki w Aragon posiadające status Monument historique:
- Zamek w Aragon
- Croix de chemin